# 加尼特岩
加尼特岩（英語：Garnet Rocks），是南極洲的岩石，位於葛拉漢地的法利埃海岸，處於雷菲尤奇群島以東4公里的瑞米爾灣北部，由英國研究隊測量，現時由南極條約體系管理。